# Pierluigi Pairetto
Pierluigi Pairetto (Torino, 1952. július 15. –) olasz nemzetközi  labdarúgó-játékvezető. Polgári foglalkozása állatorvos.

## Pályafutása

### Nemzeti játékvezetés
A küldési gyakorlat szerint rendszeres partbírói tevékenységet is végzett. 1981-ben lett a Seria A játékvezetője. Az aktív nemzeti játékvezetéstől 1998-ban vonult vissza. Seria A mérkőzéseinek száma: 219. Kiemelkedően eredményes pályafutása alatt ezzel a teljesítménnyel az olasz örök-ranglistán a 7.

#### Nemzetközi kupamérkőzések
Vezetett kupadöntők száma: 2.

##### Olasz labdarúgó-szuperkupa
| Időpont             | Helyszín                        | Mérkőzés típusa | Mérkőzés              | Eredmény | Nézők száma |
| ------------------- | ------------------------------- | --------------- | --------------------- | -------- | ----------- |
| 1992. augusztus 30. | Giuseppe Meazza Stadion, Milánó | döntő           | AC Milan–Parma FC     | 1 – 1    | 30 102      |
| 1994. augusztus 28. | Giuseppe Meazza Stadion, Milánó | döntő           | AC Milan–UC Sampdoria | 1 – 1    | 26 767      |

### Nemzetközi játékvezetés
Az Olasz labdarúgó-szövetség Játékvezető Bizottsága (JB) terjesztette fel nemzetközi játékvezetőnek, a Nemzetközi Labdarúgó-szövetség (FIFA) 1989-től tartotta nyilván bírói keretében. Több nemzetek közötti válogatott és klubmérkőzést vezetett, vagy működő társának partbíróként segített. Az olasz nemzetközi játékvezetők rangsorában, a világbajnokság-Európa-bajnokság sorrendjében többedmagával a 4. helyet foglalja el 13 találkozó szolgálatával. Az aktív nemzetközi játékvezetést 1997-ben befejezte. Válogatott mérkőzéseinek száma: 15.

#### Labdarúgó-világbajnokság

##### U20-as labdarúgó-világbajnokság
Portugália rendezte a 8., az 1991-es ifjúsági labdarúgó-világbajnokságot, ahol az FIFA JB bíróként foglalkoztatta.

###### 1991-es ifjúsági labdarúgó-világbajnokság
| Időpont          | Helyszín             | Mérkőzés típusa              | Mérkőzés            | Eredmény | Nézők száma |
| ---------------- | -------------------- | ---------------------------- | ------------------- | -------- | ----------- |
| 1991. június 14. | Antas Stadion, Porto | csoportmérkőzés (A. csoport) | Portugália–Írország | 2 – 0    | 65 000      |
| 1991. június 20. | Antas Stadion, Porto | csoportmérkőzés (B. csoport) | Brazília–Svédország | 2 – 0    | 4000        |

---
A világbajnoki döntőhöz vezető úton Olaszországba a XIV., az 1990-es labdarúgó-világbajnokságra, Amerikai Egyesült Államokba a XV., az 1994-es labdarúgó-világbajnokságra valamint Franciaországba a XVI., az 1998-as labdarúgó-világbajnokságra a FIFA JB bíróként alkalmazta. 1990-ben a FIFA JB kifejezetten partbíróként foglalkoztatta. Egy csoportmérkőzésen és az egyik nyolcaddöntőben 2. pozíciós partbíróként szolgált. 1994-től a játékvezetőknek már nem kellett partbíróként tevékenykedni. Világbajnokságon vezetett mérkőzéseinek száma: 1 + 2 (partbíró)

##### 1994-es labdarúgó-világbajnokság

###### Selejtező mérkőzés
| Időpont              | Helyszín                         | Mérkőzés típusa           | Mérkőzés                 | Eredmény | Nézők száma |
| -------------------- | -------------------------------- | ------------------------- | ------------------------ | -------- | ----------- |
| 1992. október 11.    | El Menzah Stadion, Tunisz        | előselejtező (F. csoport) | Tunézia–Benin            | 5 – 1    | 30 118      |
| 1992. október 14.    | Baldvin király Stadion, Brüsszel | előselejtező (4. csoport) | Belgium–Románia          | 1 – 0    | 21 000      |
| 1993. április 28.    | Parc des Princes, Párizs         | előselejtező (6. csoport) | Franciaország–Svédország | 2 – 1    | 34 134      |
| 1993. szeptember 22. | Ullevaal Stadion, Oslo           | előselejtező (2. csoport) | Norvégia–Lengyelország   | 1 – 0    | 21 968      |
| 1993. június 27.     | Nemzeti Stadion, Teherán         | előselejtező (B. csoport) | Irán–Szíria              | 1 – 1    |             |

###### Világbajnoki mérkőzés
| Időpont         | Helyszín                    | Mérkőzés típusa    | Mérkőzés          | Eredmény | Nézők száma |
| --------------- | --------------------------- | ------------------ | ----------------- | -------- | ----------- |
| 1994. július 3. | Rose Bowl Stadion, Pasadena | egyik nyolcaddöntő | Románia–Argentína | 3 – 2    | 90 469      |

##### 1998-as labdarúgó-világbajnokság

###### Selejtező mérkőzés
| Időpont            | Helyszín                         | Mérkőzés típusa           | Mérkőzés             | Eredmény | Nézők száma |
| ------------------ | -------------------------------- | ------------------------- | -------------------- | -------- | ----------- |
| 1996. december 14. | Baldvin király Stadion, Brüsszel | előselejtező (7. csoport) | Belgium–Hollandia    | 0 – 3    | 36 953      |
| 1997. október 11.  | Luzsnyiki Stadion, Moszkva       | előselejtező (5. csoport) | Oroszország–Bulgária | 4 – 2    | 19 000      |
| 1997. november 22. | Azadi Stadion, Teherán           | rájátszás                 | Irán–Ausztrália      | 1 – 1    | 128 000     |

#### Labdarúgó-Európa-bajnokság

##### U21-es labdarúgó-Európa-bajnokság
Spanyolország rendezte a 10., az 1996-os U21-es labdarúgó-Európa-bajnokságon az UEFA JB játékvezetőként alkalmazta.

###### 1996-os U21-es labdarúgó-Európa-bajnokság
| Időpont           | Helyszín                 | Mérkőzés típusa   | Mérkőzés                  | Eredmény |
| ----------------- | ------------------------ | ----------------- | ------------------------- | -------- |
| 1996. március 26. | Parc des Princes, Párizs | egyik negyeddöntő | Franciaország–Németország | 4 – 1    |

---
Az európai labdarúgó torna döntőjéhez vezető úton Svédországba a IX., az 1992-es labdarúgó-Európa-bajnokságra illetve Angliába a X., az 1996-os labdarúgó-Európa-bajnokságra az UEFA JB játékvezetőként foglalkoztatta. Az 1996-os a 10. labdarúgó-Európa-bajnokság döntőjét, második olaszként vezethette.

##### 1992-es labdarúgó-Európa-bajnokság

###### Európa-bajnoki mérkőzés
| Időpont          | Helyszín                     | Mérkőzés típusa              | Mérkőzés              | Eredmény | Nézők száma |
| ---------------- | ---------------------------- | ---------------------------- | --------------------- | -------- | ----------- |
| 1992. junius 18. | Nya Ullevi Stadion, Göteborg | csoportmérkőzés (B. csoport) | Hollandia–Németország | 3 – 1    | 37 725      |

##### 1996-os labdarúgó-Európa-bajnokság

###### Selejtező mérkőzés
| Időpont             | Helyszín                                | Mérkőzés típusa           | Mérkőzés                 | Eredmény | Nézők száma |
| ------------------- | --------------------------------------- | ------------------------- | ------------------------ | -------- | ----------- |
| 1994. szeptember 7. | Népstadion, Budapest                    | előselejtező (3. csoport) | Magyarország–Törökország | 2 – 2    | 20 000      |
| 1994. október 12.   | Parken Stadion, Koppenhága              | előselejtező (2. csoport) | Dánia–Belgium            | 3 – 1    | 40 075      |
| 1995. június 7.     | Vaszil Levszki National Stadion, Szófia | előselejtező (7. csoport) | Bulgária–Németország     | 3 – 2    | 44 208      |
| 1995. október 11.   | Steaua Stadion, Bukarest                | előselejtező (1. csoport) | Románia–Franciaország    | 1 – 3    | 23 200      |

###### Európa-bajnoki mérkőzés
| Időpont          | Helyszín                | Mérkőzés típusa | Mérkőzés               | Eredmény | Nézők száma |
| ---------------- | ----------------------- | --------------- | ---------------------- | -------- | ----------- |
| 1996. június 30. | Wembley Stadion, London | döntő           | Csehország–Németország | 1 – 2    | 73 611      |

#### Nemzetközi kupamérkőzések
Vezetett kupadöntők száma: 1.

##### Kupagyőztesek Európa-kupája
| Időpont        | Helyszín                         | Mérkőzés típusa | Mérkőzés                             | Eredmény | Nézők száma |
| -------------- | -------------------------------- | --------------- | ------------------------------------ | -------- | ----------- |
| 1996. május 8. | Baldvin király Stadion, Brüsszel | döntő           | Paris Saint-Germain FC–SK Rapid Wien | 1 – 0    | 37 000      |

## Sportvezetői pályafutása
2002-2006 között az UEFA Játékvezető Bizottságának (JB) tagja. A hazai bundabotrányt követően, Pierluigi Collina váltotta fel pozíciójában. Az aktív játékvezetői pályafutását követően (1998-1999) között a C-Liga Játékvezető Bizottságának (JB) tagja. (1999-2005) között az A-Liga JB tagja, a játékvezetők mérkőzésre való küldéséért felelős vezető. A 2004/2005 olasz bajnoki év bundabotrányában való aktív tevékenységéért, 2006-ban első fokon kettő és féléves, másodfokon három és féléves eltiltást kapott mindennemű labdarúgó játékvezetői tevékenységtől. Jelenleg a Piedmont körzeti bizottságban játékvezető megfigyelő, ellenőr.

## Szakmai sikerek
- Játékvezetői pályafutásának eredményeként az IFFHS szerint 1996-ban a világ második legjobb játékvezetője.
- Az IFFHS (International Federation of Football History & Statistics)  1987-2011 évadokról tartott nemzetközi szavazásán 151, játékvezető besorolásával minden idők 11, legjobb bírójának rangsorolta. A 2008-as szavazáshoz képest 4 pozíciót hátrább lépett.